# پتروس کاستنمان
پتروس کاستنمان (انگلیسی: Petrus Kastenman؛ ۱۵ اوت ۱۹۲۴ – ۱۰ ژوئن ۲۰۱۳) سوارکار اهل سوئد بود.